# Оформлювальне мистецтво
Оформлювальне мистецтво — галузь декоративного мистецтва, що синтезує зображувальні  засоби архітектури, образотворчого та декоративно-ужиткового мистецтва, театру, кіно, телебачення, плаката, колажу, фотографії, транспаранта, декоративного озеленення, світлотехніки для оформлення вулиць, майданів, виробничих територій, різних експозицій, продуктових і промислових товарів, предметів побуту, стендів, вітрин, різних форм реклами тощо.